# Cutrofiano Volley 2019-2020
Questa voce raccoglie le informazioni riguardanti il Cutrofiano Volley nelle competizioni ufficiali della stagione 2019-2020.

## Organigramma societario
Area direttiva
- Presidente: Giuseppe Greco

Area tecnica
- Allenatore: Antonio Carratù
- Allenatore in seconda: Vito Abel Morales

## Rosa
| N° | Nome              | Ruolo | Data di nascita  | Nazionalità sportiva |
| -- | ----------------- | ----- | ---------------- | -------------------- |
| 1  | Maria Sofia Negro | P     | 7 luglio 2000    | Italia               |
| 2  | Claudia Provaroni | S     | 14 maggio 1998   | Italia               |
| 3  | Greta Valli       | S     | 15 febbraio 1992 | Italia               |
| 4  | Giorgia Avenia    | P     | 4 aprile 1994    | Italia               |
| 5  | Viviana Vincenti  | C     | 25 dicembre 1981 | Italia               |
| 7  | Diletta Tommasin  | O     | 5 aprile 2001    | Italia               |
| 8  | Laura Baggi       | S     | 2 gennaio 1992   | Italia               |
| 9  | Anna Kajalina     | O     | 8 marzo 1991     | Estonia              |
| 10 | Alice Barbagallo  | L     | 24 aprile 1997   | Italia               |
| 11 | Ylenia Vanni      | C     | 12 gennaio 1996  | Italia               |
| 13 | Asia Cogliandro   | C     | 12 gennaio 1996  | Italia               |
| 14 | Fabiana Antignano | C     | 30 giugno 1995   | Italia               |
| 15 | Floriana Bertone  | C     | 19 novembre 1992 | Italia               |
| 16 | Chiara Trabucco   | S     | 10 maggio 2002   | Italia               |

## Risultati

### Serie A2

#### Regular season

##### Girone di andata
| 1ª giornata - 6 ottobre 2019 Palestra comunale, Talmassons           | Talmassons           | 1 - 3 | Cutrofiano       | 22-25, 18-25, 26-24, 27-29        |
| 2ª giornata - 13 ottobre 2019 PalaCesari, Cutrofiano                 | Cutrofiano           | 0 - 3 | Pinerolo         | 22-25, 21-25, 22-25               |
| 3ª giornata - 20 ottobre 2019 PalaCesari, Cutrofiano                 | Cutrofiano           | 2 - 3 | Club Italia      | 21-25, 25-20, 25-21, 27-29, 14-16 |
| 4ª giornata - 27 ottobre 2019 Palazzetto dello sport, Martignacco    | Libertas Martignacco | 3 - 0 | Cutrofiano       | 25-20, 25-19, 27-25               |
| 5ª giornata - 31 ottobre 2019 PalaCesari, Cutrofiano                 | Cutrofiano           | 3 - 1 | Soverato         | 23-25, 25-19, 25-20, 25-15        |
| 6ª giornata - 3 novembre 2019 PalaCesari, Cutrofiano                 | Cutrofiano           | 0 - 3 | Adolfo Consolini | 29-31, 17-25, 16-25               |
| 7ª giornata - 10 novembre 2019 Palestra Magagni, Castelnuovo Rangone | Montale              | 3 - 1 | Cutrofiano       | 25-18, 21-25, 25-17, 25-14        |
| 8ª giornata - 17 novembre 2019 PalaCesari, Cutrofiano                | Cutrofiano           | 0 - 3 | Hermaea          | 24-26, 20-25, 16-25               |
| 9ª giornata - 24 novembre 2019 PalaPaganelli, Sassuolo               | Academy Sassuolo     | 3 - 2 | Cutrofiano       | 22-25, 25-19, 22-25, 25-19, 21-19 |

##### Girone di ritorno
| 10ª giornata - 1º dicembre 2019 PalaCesari, Cutrofiano                    | Cutrofiano       | 2 - 3 | Talmassons           | 25-20, 22-25, 25-23, 23-25, 13-15 |
| 11ª giornata - 8 dicembre 2019 Palazzetto dello sport, Pinerolo           | Pinerolo         | 3 - 0 | Cutrofiano           | 25-21, 25-21, 25-18               |
| 12ª giornata - 14 dicembre 2019 Centro Pavesi, Milano                     | Club Italia      | 1 - 3 | Cutrofiano           | 23-25, 19-25, 25-18, 15-25        |
| 13ª giornata - 22 dicembre 2019 PalaCesari, Cutrofiano                    | Cutrofiano       | 3 - 0 | Libertas Martignacco | 25-17, 25-17, 25-18               |
| 14ª giornata - 26 dicembre 2019 PalaScoppa, Soverato                      | Soverato         | 3 - 1 | Cutrofiano           | 25-21, 25-14, 14-25, 25-21        |
| 15ª giornata - 29 dicembre 2019 Palazzetto dello sport, S. Giovanni in M. | Adolfo Consolini | 2 - 3 | Cutrofiano           | 26-24, 24-26, 31-29, 18-25, 13-15 |
| 16ª giornata - 5 gennaio 2020 PalaCesari, Cutrofiano                      | Cutrofiano       | 3 - 2 | Montale              | 23-25, 25-12, 25-13, 21-25, 15-11 |
| 17ª giornata - 12 gennaio 2020 Geopalace, Olbia                           | Hermaea          | 3 - 2 | Cutrofiano           | 13-25, 25-18, 22-25, 25-23, 15-13 |
| 18ª giornata - 19 gennaio 2020 PalaCesari, Cutrofiano                     | Cutrofiano       | 3 - 1 | Academy Sassuolo     | 25-22, 25-11, 20-25, 25-10        |

#### Pool salvezza

##### Girone di andata
| 1ª giornata - 9 febbraio 2020 PalaCollodi, Montecchio Maggiore | Montecchio Maggiore | 2 - 3 | Cutrofiano     | 11-25, 25-21, 25-13, 22-25, 12-15 |
| 2ª giornata - 16 febbraio 2020 PalaCesari, Cutrofiano          | Cutrofiano          | 1 - 3 | Due Principati | 23-25, 23-25, 25-23, 24-26        |
| 3ª giornata - 23 febbraio 2020 Honey Sport City, Roma          | Roma Club           | 0 - 3 | Cutrofiano     | 11-25, 18-25, 20-25               |
| 4ª giornata - 18 marzo 2020 PalaCesari, Cutrofiano             | Cutrofiano          | -     | Helvia Recina  | annullata                         |
| 5ª giornata - 8 marzo 2020 PalaBellina, Marsala                | Marsala             | -     | Cutrofiano     | annullata                         |

##### Girone di ritorno
| 6ª giornata - 15 marzo 2020 PalaCesari, Cutrofiano                       | Cutrofiano     | - | Montecchio Maggiore | annullata |
| 7ª giornata - 22 marzo 2020 Palazzetto Sant'Antonio, Pontecagnano Faiano | Due Principati | - | Cutrofiano          | annullata |
| 8ª giornata - 29 marzo 2020 PalaCesari, Cutrofiano                       | Cutrofiano     | - | Roma Club           | annullata |
| 9ª giornata - 5 aprile 2020 PalaFontescodella, Macerata                  | Helvia Recina  | - | Cutrofiano          | annullata |
| 10ª giornata - 11 aprile 2020 PalaCesari, Cutrofiano                     | Cutrofiano     | - | Marsala             | annullata |

## Statistiche

### Statistiche di squadra
| Competizione | Punti | In casa | In casa | In casa | In trasferta | In trasferta | In trasferta | Totale | Totale | Totale |
| Competizione | Punti | G       | V       | P       | G            | V            | P            | G      | V      | P      |
| ------------ | ----- | ------- | ------- | ------- | ------------ | ------------ | ------------ | ------ | ------ | ------ |
| Serie A2     | 28    | 10      | 4       | 6       | 11           | 5            | 6            | 21     | 9      | 12     |
| Totale       | -     | 10      | 4       | 6       | 11           | 5            | 6            | 21     | 9      | 12     |

G = partite giocate; V = partite vinte; P = partite perse